# Bundengan
Le bundengan est un instrument de musique à cordes pincées et frappées pratiqué sur l'île de Java en Indonésie.